# (15072) Landolt
(15072) Landolt (1999 BS12) – planetoida z pasa głównego asteroid okrążająca Słońce w ciągu 3,69 lat w średniej odległości 2,39 j.a. Odkryta 25 stycznia 1999 roku.